# 10193 Nishimoto
A 10193 Nishimoto (ideiglenes jelöléssel 1996 PR1) a Naprendszer kisbolygóövében található aszteroida. Az AMOS program keretében fedeztetett fel 1996. augusztus 8-án.